# Myiobius villosus
Myiobius villosus е вид птица от семейство Tyrannidae.

## Разпространение
Видът е разпространен в Боливия, Венецуела, Еквадор, Колумбия, Панама и Перу.